# Ornithophila
Ornithophila is een vliegengeslacht uit de familie van de luisvliegen (Hippoboscidae).

## Soorten
- O. gestroi (Róndani, 1878)
- O. metallica (Schiner, 1864)